# Delhi, Minnesota
Delhi är en ort i Redwood County i Minnesota, USA. Befolkningen räknades år 2010 till 70 personer .
Avloppssystem installerades 2004. Det finns inte längre några kyrkor på orten sedan både de lutherska och prebyterianska församlingarna kraftigt minskade i medlemsantal i slutet av 1900-talet. Närmsta stad är Redwood Falls.